# Trzej muszkieterowie: D’Artagnan
Trzej muszkieterowie: D’Artagnan (fr. Les Trois Mousquetaires: D’Artagnan) – francuski film przygodowy w reżyserii Martina Bourboulona z 2023 roku, będący luźną ekranizacja powieści Alexandre’a Dumasa. Jego bezpośrednią kontynuacją będą Trzej muszkieterowie: Milady, których premiera odbędzie się we Francji w grudniu 2023 roku.

## Fabuła
D’Artagnan, porywczy młody Gaskończyk, zostaje pozostawiony na pewną śmierć po tym, jak próbował uratować młodą kobietę przed porwaniem. Po przybyciu do Paryża za wszelką cenę stara się odnaleźć napastników. Nie zdaje sobie sprawy, że jego misja doprowadzi go do serca prawdziwej wojny, w której stawką jest przyszłość Francji. Sprzymierzony z Athosem, Portosem i Aramisem, trzema królewskimi muszkieterami obdarzonymi niebezpieczną zuchwałością, d’Artagnan stawia czoła mrocznym machinacjom kardynała Richelieu. Ale kiedy zakochuje się do szaleństwa w Constance Bonacieux, powierniczce królowej, d’Artagnan naprawdę naraża się na niebezpieczeństwo. Bo to właśnie ta pasja prowadzi go w ślad za tym, który staje się jego śmiertelnym wrogiem: milady de Winter.

## Obsada
- François Civil jako d’Artagnan[3]
- Vincent Cassel jako Athos
- Romain Duris  jako Aramis
- Pio Marmaï jako Porthos
- Eva Green jako Milady
- Louis Garrel jako król Ludwik XIII
- Vicky Krieps jako Anna Austriaczka
- Lyna Khoudri jako Constance Bonacieux
- Jacob Fortune-Lloyd jako książę Buckingham
- Éric Ruf jako kardynał Richelieu
- Marc Barbé jako kapitan Tréville
- Patrick Mille jako hrabia Chalais
- Ivan Franěk jako Ardanza
- Julien Frison jako Gaston d’Orléans
- Ralph Amoussou jako Hannibal
- Dominique Valadié jako Marie de Médici
- Camille Rutherford jako Mathilde
- Alexis Michalik jako  Villeneuve de Radis
- Gabriel Almaer jako Benjamin de la Fère
- Thibault Vinçon jako Horace Saint Blancard
- Raynaldo Houy Delattre jako Rochefort
- Olivier Le Montagner jako Ventadour